# Prokopów
Prokopów – wieś w Polsce położona w województwie wielkopolskim, w powiecie pleszewskim, w gminie Pleszew.
W latach 1975–1998 miejscowość administracyjnie należała do województwa kaliskiego.

## Atrakcje Turystyczne
- Basen
- Siłownia
- Motel
- Restauracja